# Cantó de Le Tampon-1
El cantó de Le Tampon-1 és un cantó de l'illa de la Reunió, regió d'ultramar francesa de l'oceà Índic. Correspon a una fracció de la comuna de Le Tampon.

## Història
| Data d'elecció | Identitat        | Partit |
| -------------- | ---------------- | ------ |
| 2008 -         | Nathalie Bassire |        |